# Valentin Lennartsson Wefwer
Valentin Lennartsson Wefwer, född 1609, guldsmed 1640 i Linköping, död den 12 oktober 1671; guld- och silversmed, rådman

## Biografi
Valentin Lennartsson Wefwer var son till Lennart guldsmed i Växjö, nämnd 1640 som guldsmed i Linköping, gifte sig med guldsmeden Peter Hennichs änka Marina Larsdotter († 1646).
Valentin tillhörde ämbetet i Norrköping och blev rådman 1645. Han avled 1671 och begravdes i Linköpings domkyrka.
Verkstaden togs över av sonen Johan Valentinsson Wefwer, möjligen redan före faderns död. 

### Familj
Wefwer gifte sig första gången med Marina Larsdotter (död 1646). Hon var änka efter guldsmeden Petter Hemmingsson. De fick tillsammans barnen guldsmeden Johan Wefwer (1640–1716) i Linköping, Daniel Wefwer (1642–1716),
Han gifte sig andra gånen med Maria Musik (1629–1679), dotter till rådmannen Martin Musk i Nyköping. De fick tillsammans barnen Kristina Wefwer (1650–1710) som var gift med handelsmannen och stadskassören Alexander Ljungman i Linköping, 
Elisabeth Wefwer (1652–1709) som var gift med kyrkoherden Knut Dretting i Rystads församling, Katarina Wefwer (1664–1669), 
Rebecka Wefwer (1666–1699) som var gift med Per Gråsten, kyrkoherden Adamus Wæfver (död 1695) i Kullerstads församling och Maria Wefwer (död 1710) som var gift med guldsmeden Jöns Danielsson.

## Verk
- Vårdnäs kyrka, Östergötland: Vinkanna 1643
- Linköpings domkyrka, Östergötland: Kandelaber 1645, oblatask 1655 & ljusstakar 1657
- Vårdsbergs kyrka, Östergötland: Brudkrona 1649, oblatask 1650
- Vårfrukyrkan, Skänninge: Oblatask 1659
- Bjälbo kyrka, Östergötland: Oblatask 1668
- Göteborgs museum: Skål
- Oppeby kyrka, Östergötland: Fot och skaft till nattvardskalk
- Stjärnorps kyrka, Östergötland: Oblatask
- Tryserums kyrka, Småland: Dopskål
- Östergötlands länsmuseum, Skål
- Nationalmuseum[4]